# 横田洋三
横田 洋三（よこた ようぞう、1940年10月17日 - 2019年6月12日）は、日本の法学者。専門は国際法。学位は、法学博士。国際基督教大学教授、東京大学教授、中央大学教授を歴任。法務省特別顧問。国際連合大学高等研究所客員教授。国際労働機関（ILO）条約勧告適用専門家委員会委員長。国際法律家委員会委員。公益財団法人人権教育啓発推進センター理事長。

## 来歴
1940年10月7日、大西洋上を航海中の「箱根丸」の船内で出生。
高校在学中の1958年-1959年、AFS奨学生として米国ペンシルバニア州の高校に留学。1960年に東京教育大学附属中学校・高等学校を卒業。高校の同期には、川口順子（外務大臣）、畔柳信雄（三菱UFJフィナンシャル・グループ社長）、島村英紀（国立極地研究所所長）、星出豊（昭和音楽大学教授）、松本元（脳科学者）などがいた。
1964年、国際基督教大学教養学部社会科学科（国際法専攻）を卒業。東京大学大学院法学政治学研究科修士課程、および同博士課程を修了。1969年、東京大学より法学博士の学位を取得。
1969年に国際基督教大学専任講師に就任、同準教授、教授を経て、1995年に東京大学法学部・大学院法学政治学研究科教授、2001年に中央大学法学部教授、2004年に同法科大学院教授に就任。同年より国連大学学長特別顧問も務める。2011年に中央大学を定年退職。
この間、在外研究で1971年-1972年コロンビア大学ロースクール研究員、1983年アデレード大学客員教授、1984年ミシガン大学客員教授、1984年-1985年コロンビア大学客員教授を歴任。
さらに国際復興開発銀行（世界銀行）法律顧問、国際連合人権促進保護小委員会代理委員としてカースト問題などに取り組むなど、国際機関での活動歴も豊富。
「国連改革に関する有識者懇談会」メンバー。池上清子国際連合人口基金東京事務所長は、国際基督教大学での指導学生。
2019年6月12日、膵臓癌のため死去。78歳没。

## 受賞歴
- 1980年 吉田茂賞
- 1980年 安達峰一郎記念賞（安達峰一郎記念財団）
- 2006年 赤松良子賞（赤松良子基金）
- 2010年 外務大臣表彰[3]
- 2017年 瑞宝中綬章[6][2]

## 著書

### 単著
- 『国際社会と法――平和と発展の条件』（放送大学教育振興会、1986年）
- 『20世紀と国際機構』（国際関係基礎研究所、1989年）
- 『国際司法裁判所――判決と意見第2巻（1964-93年）』（国際書院、1996年）
- 『国際司法裁判所――判決と意見第1巻（1948-63年）』（国際書院、1999年）
- 『国際機構の法構造』（国際書院、2001年）
- 『日本の人権／世界の人権』（不磨書房、2003年）

### 編著
- 『国際法入門』（有斐閣、1996年／第2版, 2005年）
- 『国際機構入門』（国際書院、1999年）
- 『国際組織法』（有斐閣、1999年）
- 『国連による平和と安全の維持――解説と資料』（国際書院、2000年／第2版, 2007年）
- 『新版国際機構論』（国際書院、2001年）
- 『国際関係法』（放送大学教育振興会、2002年）
- 『新国際人権入門　SDGs時代における展開』法律文化社、2021年11月。ISBN 978-4-589-04179-1。

### 共編著
- （森本敏）『予防外交』（国際書院、1996年）
- （総合研究開発機構）『アフリカの国内紛争と予防外交』（国際書院、2001年）
- （山村恒雄）『現代国際法と国連・人権・裁判――波多野里望先生古稀記念論文集』（国際書院, 2003年）
- （大芝亮・久保文明・総合研究開発機構）『グローバル・ガバナンス――「新たな脅威」と国連・アメリカ』（日本経済評論社, 2006年）
- （宮野洋一）『グローバルガバナンスと国連の将来』（中央大学出版部、2008年）

### 訳書
- ケネス・E・ボールディング『社会動学入門』（竹内書店, 1971年／「歴史はいかに書かれるべきか」に改題, 講談社［講談社学術文庫］, 1979年）
- モーリス・ベルトラン『国連再生のシナリオ』（国際書院、1991年）
- モーリス・ベルトラン『国連の可能性と限界』（国際書院、1995年）
- ミシェリン・イシェイ『人権の歴史――古代からグローバリゼーションの時代まで』（明石書店、2008年）